# Административное деление Государства Палестина
Частично признанное Государство Палестина (или Палестинская национальная администрация) состоит из 16 провинций (араб. محافظة‎ — мухафаза, мн. — мухафазат): 11 на Западном берегу реки Иордан и 5 в Секторе Газа. Сектор Газа де-факто находится под управлением исламистской организации ХАМАС.
Провинции (мухафазы):
1. Вифлеем
2. Газа (в Секторе Газа)
3. Дейр-эль-Балах (в Секторе Газа)
4. Дженин
5. Иерихон
6. Иерусалим
7. Калькилия
8. Наблус
9. Рамалла и эль-Бира
10. Рафах (в Секторе Газа)
11. Сальфит
12. Северная Газа (в Секторе Газа)
13. Тубас
14. Тулькарм
15. Хан-Юнис (в Секторе Газа)
16. Хеврон